# (36426) Kakuda
(36426) Kakuda est un astéroïde de la ceinture principale.

## Description
(36426) Kakuda est un astéroïde de la ceinture principale. Il fut découvert le 5 août 2000 au Bisei SG Center par le programme BATTeRS. Il présente une orbite caractérisée par un demi-grand axe de 2,29 UA, une excentricité de 0,19 et une inclinaison de 1,7° par rapport à l'écliptique.

## Compléments